# Portia de Rossi
Portia Lee James DeGeneres, mais conhecida como Portia de Rossi, mas nascida como Amanda Lee Rogers, (Horshman, 31 de janeiro de 1973), é uma atriz australiana, mais conhecida pelo seu papel como Lindsay Bluth na série Arrested Development e como Nelle Porter na em Ally McBeal.

## Biografia
Portia, nasceu Amanda Lee Rogers na Austrália, em 1973. Aos quinze anos, adotou o nome artístico Portia de Rossi, o qual foi inspirado no The Merchant of Venice, de William Shakespeare, e um sobrenome italiano.
Foi casada de 1996 a 1999 com o produtor de eventos Mel Metcalfe, e revelou que, por mais que gostasse dele, inicialmente o casamento foi por interesse em conseguir residência nos Estados Unidos e cidadania norte-americana, o que considerou em entrevistas não ter sido correto, tendo se arrependido da intenção inicial.
De 2000 a 2004, de Rossi namorou a cantora Francesca Gregorini, filha da atriz Barbara Bach e enteada de Ringo Starr. Ela disse que a maioria de sua família e os colegas de elenco de Ally McBeal não sabiam que ela era lésbica até que fotos do casal foram publicadas em diversas revistas. Negou fazer comentários, nesta altura, sobre a sua orientação sexual.
Depois do rompimento com Gregorini, em 2004, iniciou no mesmo ano um relacionamento amoroso com a atriz, comediante e apresentadora de televisão Ellen DeGeneres, com a qual casou-se em agosto de 2008.  
Em agosto de 2010, mudou oficialmente o seu nome para Portia Lee James DeGeneres, acrescentando o sobrenome de sua esposa, e trocando o seu de batismo. No mesmo ano, lançou a sua autobiografia, Unbearable Lightness, em que relata que sofreu de problemas de desordem alimentar, relacionados com anorexia, e fala sobre o sua doença crônica, o lúpus.

## Filmografia
| Ano       | Filme                                           | Papel                    | Notas                               |
| --------- | ----------------------------------------------- | ------------------------ | ----------------------------------- |
| 1994      | Sirens                                          | Giddy                    |                                     |
| 1995      | The Woman in the Moon                           | Shauna                   |                                     |
| 1995–1996 | Too Something                                   | Maria Hunter             | 22 episódios                        |
| 1996–1997 | Nick Freno: Licensed Teacher                    | Elana Lewis              | 22 episódios                        |
| 1997      | Veronica's Closet                               | Carolyn                  | 1 episódio: 'Veronica's First Date' |
| 1997      | Scream 2                                        | Sorority Sister Murphy   |                                     |
| 1998      | Astoria                                         |                          | TV movie                            |
| 1998      | Girl                                            | Carla Sparrow            |                                     |
| 1998      | A Breed Apart                                   | Lana Collins             | TV movie                            |
| 1998–2002 | Ally McBeal                                     | Nell Porter              | episódios                           |
| 1999      | The Invisibles                                  | Joy                      |                                     |
| 1999      | American Intellectuals                          | Sarah                    |                                     |
| 1999      | Stigmata                                        | Jennifer Kelliho         |                                     |
| 1999      | Ally                                            | Nell Porter              | 12 episódios. Ally McBeal spin-off  |
| 2001      | Women in Film                                   | Gina                     |                                     |
| 2001      | Who Is Cletis Tout?                             | Tess Tobias              |                                     |
| 2002      | The Glow                                        | Jackie Lawrence          | TV movie                            |
| 2002      | The Twilight Zone                               | Laurel Janus             | 1 episódio: 'Dead Man's Eyes'       |
| 2003      | Two Girls from Leemore                          |                          |                                     |
| 2003      | America's Prince: The John F. Kennedy Jr. Story | Carolyn Bessette-Kennedy | TV movie                            |
| 2003      | Mister Sterling                                 | Lauren Barnes            | 2 episódios                         |
| 2003      | I Witness                                       | Emily Thompson           |                                     |
| 2003      | The Night We Called It a Day                    | Hilary Hunter            |                                     |
| 2003–2006 | Arrested Development                            | Lindsay Bluth Fünke      | 53 episódios                        |
| 2004      | Dead & Breakfast                                | Kelly                    |                                     |
| 2005      | Cursed                                          | Zela                     |                                     |
| 2007–2009 | Nip/Tuck                                        | Olivia Lord              | 10 episódios                        |
| 2009      | The Shift                                       |                          | [ 10 ]                              |
| 2009–2010 | Better off Ted                                  | Veronica Palmer          | 26 episódios                        |
| 2014–2017 | Scandal                                         | Elizabeth North          | 4ª - 6ª temporada                   |
| 2017      | Santa Clarita Diet                              | Dra. Cora Wolf           | 1 episódio                          |
| 2017      | Family Guy                                      | Bonnie Swanson (voz)     | 1 episódio                          |